# Mohamed Tiaïba
Mohamed Tiaïba (tiếng Ả Rập: محمد طيايبة, sinh ngày 26 tháng 7 năm 1988) là một cầu thủ bóng đá người Algérie thi đấu cho MC Oran ở Giải bóng đá hạng nhất quốc gia Algérie.
Vào tháng 6 năm 2016, Tiaiba ký bản hợp đồng 1 năm cùng với câu lạc bộ tại Qatargas League Al-Markhiya.

## Danh hiệu
- Vua phá lưới Giải bóng đá hạng nhất quốc gia Algérie (1): 2015–16